# La consulente
La consulente è un romanzo scritto da Jeffery Deaver. Il libro è stato edito nel 1992 negli Stati Uniti con il titolo originale Mistress of Justice e successivamente ripreso e modificato dieci anni dopo dallo scrittore per migliorarlo.

## Trama
La giovane Taylor Lockwood divide le sue giornate tra il lavoro di praticante in un prestigioso studio legale di New York e le serate come pianista jazz nel locali più pittoreschi della città. Ma la sua vita cambia all'improvviso quando uno degli avvocati dello studio, l'intrigante Mitchell Reece, le affida un compito a dir poco delicato: scoprire chi ha rubato il prezioso documento che potrebbe distruggergli la carriera e mandare a rotoli un affare milionario. Sedotta dal fascino dell'imperscrutabile Reece, Taylor accetta l'incarico. Ma più scava nei segreti della Hubbard, White & Willis, più la posta in gioco si fa alta: perché qualcuno è disposto a tutto pur di veder realizzati i propri sinistri piani, e la sete di verità che sprona Taylor a proseguire nelle indagini rischia ogni ora di più di esserle fatale. In una New York torbida e scintillante, tra i jazz club pieni di fumo e gli asettici palazzi in cui si gioca la spietata partita del potere, Deaver dà vita a un thriller pieno di personaggi e situazioni inedite, di tensione e di atmosfera.

## Edizioni
- Jeffery Deaver, La Consulente, Rizzoli, 2012, ISBN 978-881-705-603-8.